# Sterna sumatrana

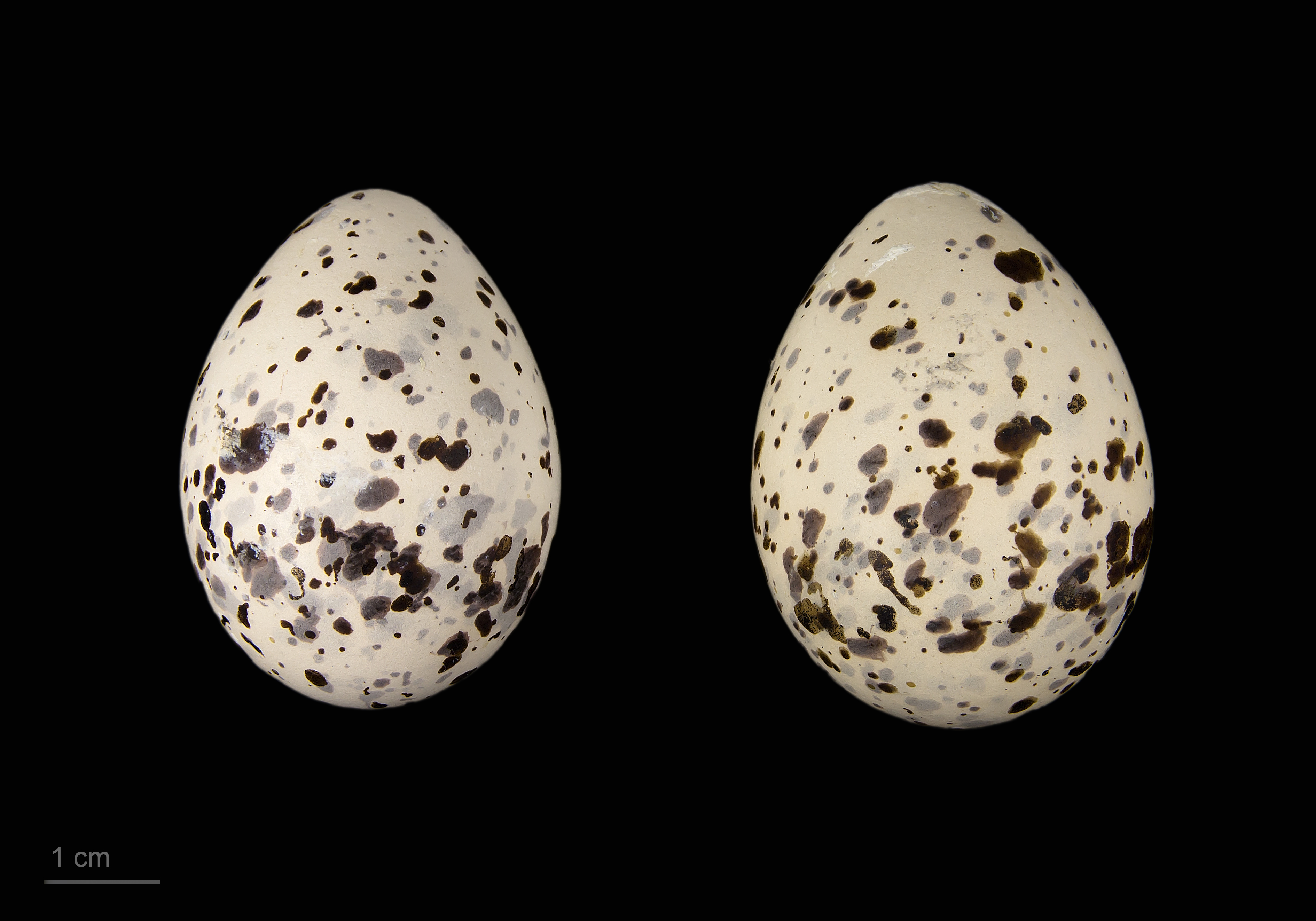
Sterna sumatrana

La sterna nucanera (Sterna sumatrana Raffles, 1822), è un uccello della sottofamiglia Sterninae nella famiglia Laridae.

## Sistematica
Sterna sumatrana ha due sottospecie:
- S. sumatrana mathewsi
- S. sumatrana sumatrana

DESCRIZIONE
La sterna sumatrana o sterna nucanera è caratterizzata da un piumaggio bianco  , con una macchia di piume nere sulla testa e sulla nuca ( da qui Il nome ) ; ha Il becco arancione con Una macchi nera in punta, ha le zampe palmate come tutti gli uccelli acquatici.
Quando vola tiene le zampe ripiegate sotto al corpo , dandoli una forma aerodinamica .

## Distribuzione e habitat
Questa sterna abita nel sudest asiatico, in India, Iran e Pakistan, in tutta l'Oceania centro-meridionale, esclusa la Nuova Zelanda, nel sudest africano (Tanzania, Mozambico, Sudafrica e Madagascar) e nelle isole dell'Oceano Indiano. È un uccello marino pelagico, ma vive anche in ambienti acquatici interni.